# رقية بنت محمد
رُقيّة بنت محمد، بنت النبي محمد بن عبد الله من زوجته خديجة بنت خويلد، وأكبر بناته بعد زينب. زوجها النبي لعثمان بن عفان بعد أن طلقها عتبة بن أبي لهب عندما أجبره والده أبو لهب على تطليقها، تُكنى رقية بأم عبد الله ولقبها ذات الهجرتين، وُلدت قبل البعثة النبوية بنحو سبعة أعوام، وأدركت الإسلام وهاجرت إلى الحبشة والمدينة المنورة، وتُوفيت يوم غزوة بدر سنة 2هـ عند زوجها عثمان بن عفان وعمرها يومئذٍ 21 عامًا.

## حياتها
وُلدت رُقيّة بمكة سنة 20 ق.هـ قبل بعثة النبي محمد بسبع سنين والموافق لسنة 603م، وعمر النبي يومئذٍ ثلاثة وثلاثون عامًا. تزوّجها ابن عم أبيها عتبة بن أبي لهب وهي دون العاشرة، ولمّا بُعث النبي محمد، أسلمت رُقيّة وبقي زوجها على دينه، ولمّا أُنزلت سورة المسد في ذم أبي لهب وزوجته، أجبر أبو لهب ابنه عتبة على طلاق رُقيّة ولم يكن قد دخل بها. ثمّ تزوّجها الخليفة الثالث لاحقا عثمان بن عفان في مكة، وهاجر بها الهجرتين إلى الحبشة، فولدت له هناك ولدًا سمّاه عبد الله وبه كان يُكنّى، وبلغ من العمر 6 سنوات، حتى تُوفّي سنة 4هـ بمرض بسبب نقرةٍ من ديك في وجهه.

## وفاتها
تُوفيت رُقيّة في حياة النبي محمد في رمضان 2هـ الموافق مارس 624م، أثناء غزوة بدر الكبرى، حيثُ مرضت بمرض الحصباء، وبقي زوجها عثمان عندها في المدينة المنورة يرعاها تاركًا المسلمين في غزوة بدر بأمرٍ من النبي محمد. ولمّا تُوفيت تولّى عثمان دفنها، وكان ذلك نفس اليوم الذي جاء به زيد بن حارثة إلى المدينة حاملاً خبر انتصار المسلمين في غزوة بدرالكبرى.